# Zahorra
La zahorra es el material formado por áridos no triturados, suelos granulares, o una mezcla de ambos, cuya granulometría es de tipo continuo.
Los materiales usados para su elaboración son áridos no triturados procedentes de graveras o depósitos naturales, o bien suelos granulares, o una mezcla de ambos.
Su designación completa es zahorra natural y difiere de la zahorra artificial por proceder esta última de machaqueo en plantas de tratamiento de áridos.
Es muy utilizado como capa de firme.
- Datos: Q9097418